# حلبة برنو

المسار

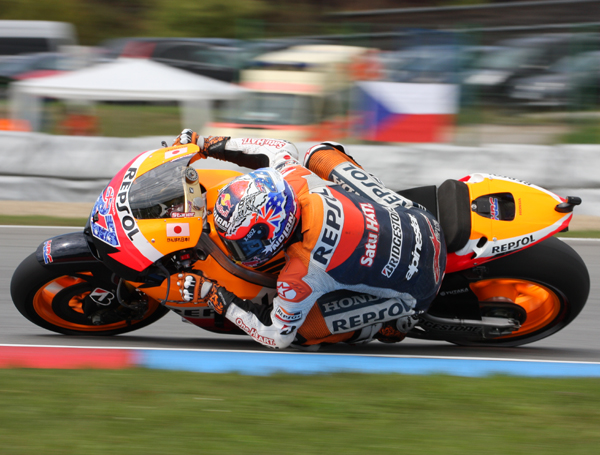
كيسي ستونر في حلبة السباق.

حلبة برنو هي حلبة لسباقات رياضة المحركات الآلية تقع بالقرب من مدينة برنو في التشيك. يبلغ طولها 5.403 كيلومتر (3.357 ميل). تستضيف أحداث مثل سباق الجائزة الكبرى للدراجات النارية، بطولة العالم للسوبربايك وبطولة العالم لسيارات السياحة.

## وصلات خارجية
- الموقع الرسمي